# لابد أنك تمزح! (فلم)
لابد أنك تمزح! (بالإنجليزية: You Must Be Joking!) هو فيلم جنوب أفريقي صدرَ عام 1986 وهو أول فيلمٍ من نوعِ تلفزيون الواقع للمخرج ليون شوستر.

## القصّة
في سلسلة من المشاهد القصيرة، يستخدمُ ليون شوستر كاميرا خفيّة ويتنكَّرُ وسط الجمهور في جنوب إفريقيا. يُصوِّر خلال تلك المشاهد القصيرة العديد من التجارب والاختبارات على غرار:
- اختبار «نبض البطيخ» حيث يُظهر ليون أن البطيخ ينضج فقط عندما لا ينبض قلب البائع وهو ما يُربكه.
- الطبخ على غطاء محرك السيارة مع إزعاج شرطة المرور.
- يَفترضُ قتل بقرةٍ في محل جزار.

## طاقم التمثيل
- ليون شوستر
- مايك سكوت
- كالي كنوتزي
- جولدا راف
- جانين بريتوريوس
- مارتينو